# Paramonopsyllus desertus
Paramonopsyllus desertus är en loppart som först beskrevs av Anatol I. Argyropulo 1946.  Paramonopsyllus desertus ingår i släktet Paramonopsyllus och familjen fågelloppor. Inga underarter finns listade i Catalogue of Life.